# Правни факултет Универзитета у Нишу
Правни факултет је високошколска установа у саставу Универзитета у Нишу. Обавља студије првог, другог и трећег степена, као и студије за иновацију знања и стручног образовања из области права. Налази се на Тргу краља Александра Ујединитеља у градској општини Медијана.

## Историјат
Први нишки факултети формирани су 1960. године под окриљем Универзитета у Београду. Били су то Правно-економски, Медицински и Технички факултет. Правни факултет у Нишу основан је  као Правни одсек Правно-економског факултета у Нишу, у саставу Универзитета у Београду. д 01. октобра 1970. године Факултет је самостална високошколска установа у саставу Универзитета у Нишу. 
Настава на основним студијама започела је 1. октобра 1960. године. Прву генерацију студената школске 1960/61. године чинила су 503 студента. У истој школској години, Факултет је имао само четири наставника и два сарадника у сталном радном односу.
Од оснивања до 1965. године и од 1978. до 1986. године, Факултет је организовао наставу у двогодишњем и четворогодишњем трајању, за стицање дипломе вишег образовања (правник), односно дипломе високог образовања (дипломирани правник). Све до 1992. године, настава је посебно организована за редовне и ванредне студенте. Због великог броја ванредних студената, Факултет је, у периоду 1964—1977. године оснивао центре за ванредно студирање изван свог седишта, а у току 1977. године, формирао је Одељење у Зајечару, које је радило све до 1988. године. Факултет је перманентно унапређивао Наставни програм усвајањем нових наставних планова (1960, 1974, 2003, 2007).
У периоду од 1960. до 1965. године, настава је извођена само на правосудном смеру, иако су постојала још два смера: привредно-правни и политичко-управни. У периоду 1969—1974. године, Наставни план предвиђао је, поред обавезних, и известан број изборних предмета, чије је изучавање обезбеђивало извесну специјализацију. Од 1974. до 2003. године, Факултет је образовао правне стручњаке општег профила. Наставним планом од 2003. године предвиђено је осам наставних група, што је омогућило студентима да профилишу своје правничко образовање. 
Од 1970. године на Факултету се остварују последипломске студије: 
- магистарске студије у двогодишњем трајању и
- специјалистичке студије у трајању од једне године.

Према Наставном плану од 2003. године магистарске студије обухватају 18 смерова, а специјалистичке 10 смерова. 
Током 53 године континуираног рада Факултета звање дипломирани правник стекло је 6.332 студената, а звање правник 6.435 студената. Научно звање магистра за одговарајуће области права стекао је 121 студент, а звање специјалисте за одговарајуће области права стекло је 55 студената. Звање доктора правних наука стекла су 72 кандидата.

## Образовна делатност
Почетком 2012. године, посебна пажња била је посвећена припремама за упис 52. генерације студената на основне академске студије права које се реализују по новом студијском програму, као и за упис студената на мастер и докторске студије. Током априла и маја 2012. године организоване су редовне промотивне активности у средњим школама у циљу адекватне презентације новог студијског програма основних академских студија права и додатне мотивације средњошколаца за упис на прву годину студија. 
У складу са одредбама Заједничког конкурса Универзитета у Нишу Факултет је, за школску 2012/2013. годину, извршио упис студената: 
- у прву годину основних академских студија права: у седишту у Нишу, 280 студената, чије се образовање финансира на терет буџета и 296 студената који плаћају школарину, а у одељењу у Медвеђи, 30 студената, чије се образовање финансира на терет буџета и 5 који плаћају школарину;
- у прву годину мастер академских студија права уписана су 43 студента на терет буџета;
- у прву годину докторских академских студија права (шеста генерација студената) уписана су 22 студента (три на терет буџета и деветнаест у својству самофинансирајућег студента).

За студенте свих година основних академских студија, у јесењем семестру, школске 2012/2013. године, настава је организована у складу са иновираним Студијским програмом основних академских студија из 2011. године. 
Настава у јесењем семестру, школске 2012/2013. у потпуности је реализована, сагласно Плану извођења наставе и плановима рада на предметима. 
Поред реализације студијских програма, Факултет је и током 2012. године наставио да реализује и унапређује неформалне облике образовања остваривањем програма Правне клинике.

## Научно-истраживачка делатност
Научно-истраживачки рад обухватио је индивидуални и колективни научно-истраживачки и стручни рад наставника и сарадника. 
Током 2012. године, Центар за правна и друштвена истраживања Правног факултета у Нишу непосредно је реализовао, односно допринео у реализацији следећих активности: 
- 1. Организовање међународног научног скупа „МЕДИЈИ И ПРАВО”
- 2. Пружање стручне и техничке подршке реализацији пројекта “Заштита људских и мањинских права у европском правном простору”.
- 3. Пружање стручне и техничке подршке реализацији пројекта регионалних мастер студија Права интелектуалне својине у оквиру ТЕМПУС програма.
- 4. Пружање стручне и техничке подршке реализацији макро пројекта „Стварање услова за развој модерног правног и друштвено-економског система Србије као демократске државе“.
- 5. Праћење конкурса за финансирање научних истраживања домаћих и страних институција и организација и пружање информација, стручне и техничке подршке наставницима и сарадницима за учешће на конкурсима за научно и стручно усавршавање и студијске боравке.

## Руководеће тело Факултета
Деканат Факултета чине декан и три продекана. Декан факултета представља и заступа Факултет, управља Факултетом, стара се о законитости, примени општих аката Факултета, извршавању одлука органа Факултета и врши друге послове у складу са Статутом.
Факултет има продекана за наставу и научни рад, продекана за материјално-финансијско пословање и студента продекана.
Саветодавну функцију у управљању пословима Факултета врши Колегијум, саветодавно тело које чине декан, продекани, управник Центра за правна и друштвена истраживања и шефови катедара.

## Катедре[2]
- Катедра за правнотеоријске науке
- Катедра за јавноправне науке
- Катедра за кривичноправне науке
- Катедра за грађанскоправне науке
- Катедра за трговинскоправне науке
- Катедра за правноекономске науке
- Катедра за правноисторијске науке
- Катедра за међународноправне науке